# 高堡乡
高堡乡，是中华人民共和国河南省濮阳市清丰县下辖的一个乡镇级行政单位。

## 行政区划
高堡乡下辖以下地区：
高堡村、西吉村、东吉村、英满城村、凡堡村、辛集村、殷庄村、范村、西候村、孟固集村、后孟固村、前孟固村、吴家村、位家村、鲁家村、许家村、时家庄村、张拐村、陶河村、彭家村、小辛庄村、马厂村、小里屯村、北乜城村、南乜城村、前王家村、后王家村、唐庄村、王庄村和才古庄村。